# جان بیلینگزلی
جان بیلینگزلی (انگلیسی: John Billingsley؛ زادهٔ ۲۰ مهٔ ۱۹۶۰) یک هنرپیشه اهل ایالات متحده آمریکا است. وی از سال ۱۹۸۸ میلادی تاکنون مشغول فعالیت بوده‌است.
از فیلم‌ها یا برنامه‌های تلویزیونی که وی در آن نقش داشته است می‌توان به ۲۰۱۲، خارج از زمان، اولئاندر سفید، اثر موج‌دار و آخرین حرف اشاره کرد.